# Fu Haoran
Fu Haoran (* 21. April 2005) ist ein chinesischer Leichtathlet, der sich auf den Sprint spezialisiert hat.

## Sportliche Laufbahn
Erste internationale Erfahrungen sammelte Fu Haoran im Jahr 2024, als er bei den U20-Weltmeisterschaften in Lima im Halbfinale im 400-Meter-Lauf nicht mehr an den Start ging und mit der chinesischen Mixed-Staffel über 4-mal 400 Meter in 3:21,27 min die Bronzemedaille gewann. Bei den World Athletics Relays 2025 in Guangzhou sicherte er der Männerstaffel einen Startplatz bei den Weltmeisterschaften in Tokio. Anschließend schied er bei den Asienmeisterschaften in Gumi mit 49,99 s im Halbfinale über 400 Meter aus und gewann mit der Männerstaffel in 3:03,73 min gemeinsam mit Liang Baotang, Zhang Qining und Wumaier Ailixier die Bronzemedaille hinter den Teams aus Katar und Indien.

## Persönliche Bestleistungen
- 400 Meter: 46,21 s, 27. Mai 2025 in Gumi
  - 400 Meter (Halle): 47,77 s, 2. März 2024 in Xi’an